# Rocambole

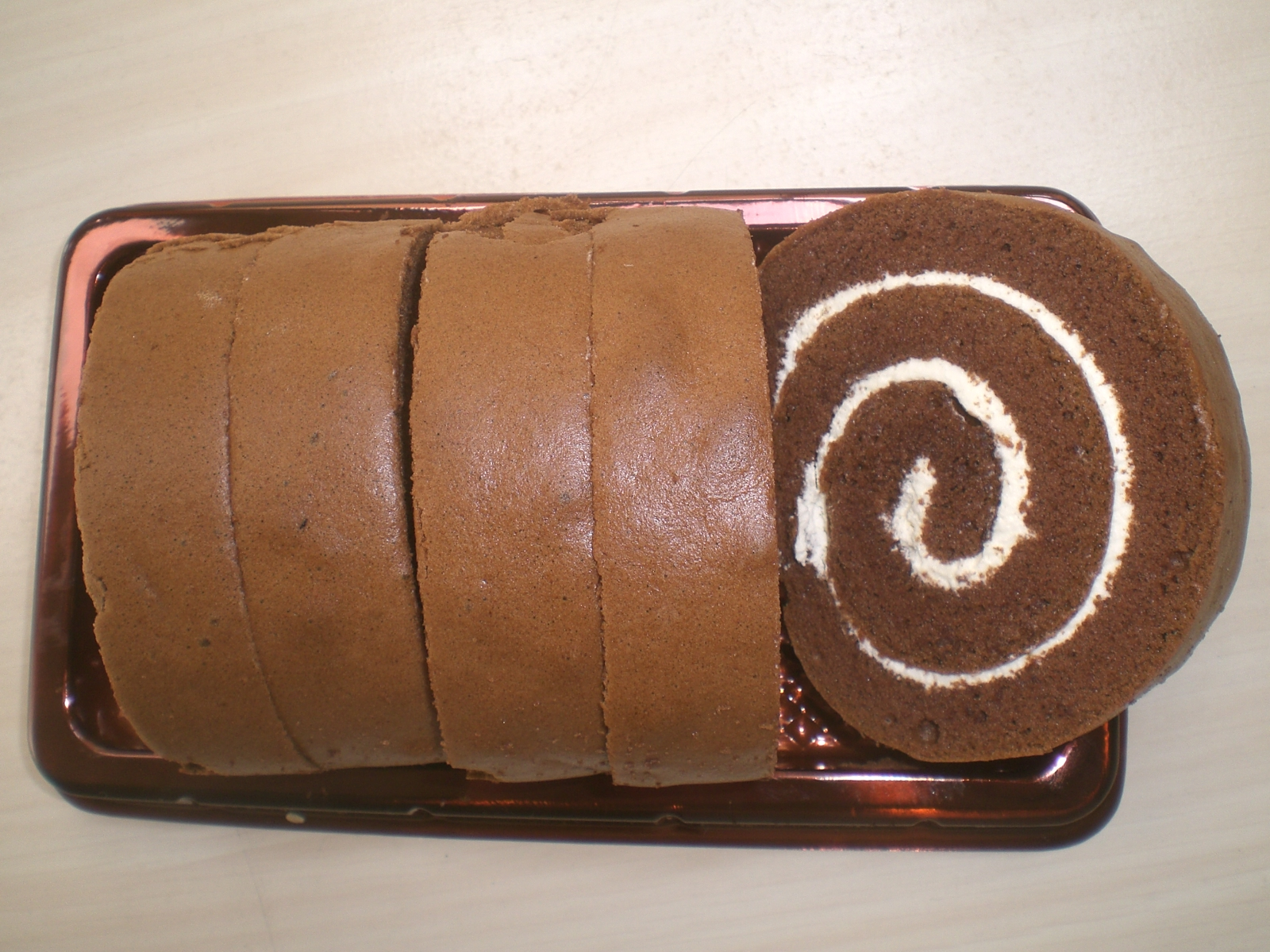
Rocambole de chocolate

O rocambole, torta ou rolo suíço é um bolo em forma cilíndrica. 
Feito com massa comum de bolo, a cobertura é passada sobre o bolo, para que este seja então enrolado sobre si mesmo.
Diferente de um bolo de camadas, o rocambole é feito de uma única peça de bolo. Os recheios podem ser diversos, desde carnes (nos salgados) a doces (como a goiabada e o doce de leite).

## Outros significados
Rocambole é também o nome de um personagem de vários romances de folhetim do escritor francês Ponson du Terrail.